# Am Ende siegt die Liebe
Am Ende siegt die Liebe ist ein deutsches Fernsehmelodram des Regisseurs Peter Weck aus dem Jahr 2000. Der in Hamburg gedrehte Film erlebte am 14. April 2000 auf dem Ersten seine Fernsehpremiere.

## Handlung
Die 19-jährige Lilli Linke verursacht alkoholisiert einen Unfall, bei dem ein Radfahrer stirbt. Ihre Mutter Anna gibt vor, selbst am Steuer des Wagens gesessen zu haben und wird zu zwei Jahren Gefängnis verurteilt. Als Anna nach zwei Jahren aus der Haft entlassen wird, hat sich vieles geändert. Lilli ist aus dem Dorf Frankental nach Hamburg gezogen und hat eine Karriere als Model gemacht und dafür aufgehört, an ihrer Karriere als Modezeichnerin zu arbeiten. Annas bester Freund Max wohnt im selben Haus wie Lilli und hat sich die letzten zwei Jahre um sie gekümmert. Lilli lebt nun ihr eigenes Leben. Ihr Manager hat ihr eine neue Vergangenheit geschaffen, so wird vor der Presse behauptet, Lilli sei Vollwaise und Spross eines alten Adelsgeschlechts. Fotograf Tom Grosse erhält die Aufgabe, Lillis Leben für eine Reportage in Fotos zu dokumentieren.
Als Anna vor Lillis Tür steht, verändert sich einiges in Lillis Leben. Sie glaubt, die Aufopferung ihrer Mutter nie wiedergutmachen zu können, und erlaubt Anna, mit in ihrer Wohnung zu wohnen. Gleichzeitig kommt sie nicht damit zurecht, nun wieder wie ein Kind behandelt zu werden, zumal Anna bald die gesamte Wohnung in Beschlag nimmt und sich auch in Lillis Karriere einmischt und sie so gefährdet. Anna bekommt bald eine Arbeit als Verkäuferin auf dem Hamburger Fischmarkt und findet in Straßenmädchen Nicki eine Person, um die sie sich kümmern kann. Als sie ungefragt die Heirat zwischen Lilli und dem einflussreichen Verleger Rainer Maria Jüppner verhindert, zerstört der Lillis Model-Karriere. Keines seiner Blätter druckt mehr Kampagnen mit Lilli, ihr Verleger Frank lässt sie fallen. Zugleich erscheinen Artikel, in denen Lilli als Tochter einer Fischverkäuferin und somit als Hochstaplerin gebrandmarkt wird. Neben Max ist es nur Tom, der in dieser Zeit zu Lilli hält.
Zwischen Anna und Lilli ist es zum Bruch gekommen und Anna ist nach St. Georg gezogen. Über die Vermittlung von Max finden beide Frauen mit der Zeit wieder zusammen. Anna und Lilli machen gemeinsam Urlaub an der Nordsee und Lilli öffnet Anna die Augen, dass Max sie liebt und schon immer geliebt hat. Auch Max hat unter Einfluss von Tom, der Lilli liebt, den Mut gefunden, Anna seine Liebe zu gestehen. Tom und Max fahren zu den Frauen an die Nordsee. Lilli gesteht Tom ihre Vergangenheit und findet endlich den Mut, sich der Polizei zu stellen. Ihre Mutter wird rehabilitiert werden, Lilli wird zwar der Prozess gemacht werden, doch hat sie keine Gefängnisstrafe zu erwarten. Sie will nun Design studieren. Max und Anna werden ein Paar und erfüllen sich einen Traum: Sie eröffnen eine Fischbude an der Nordsee.

## Kritik
Der film-dienst nannte Am Ende siegt die Liebe ein „konventionelles (Fernseh-)Melodram“
TV Spielfilm schrieb: „Übermutter Marianne Sägebrecht bremst den Höhenflug ihrer Tochter mit altbackenen Weisheiten. Das nervt auf Dauer. Fazit: Zu viel Liebe ist zu viel des Guten“.